# Antonin Besse
Pour les articles homonymes, voir Besse.
Antonin Besse (né le 26 juin 1877 à Carcassonne et mort le 2 juillet 1951 à Elgin en Écosse) est un homme d'affaires français, fondateur d'un empire commercial basé à Aden, à l'époque colonie britannique et plaque tournante du commerce entre l'Europe et l'Asie, situé sur la côte méridionale de la Péninsule arabique.

## Biographie
Très discret sur sa ville de naissance et son milieu d'origine modeste, des artisans de Villemoustaussou et Conques (Aude), Antonin Besse est né à Carcassonne le 26 juin 1877, au n° 12 de l'actuelle rue de la République. Son père, maquignon puis négociant, élève dignement sept enfants avec son épouse. La famille se déplace ensuite à Montpellier, mais le père meurt en 1884. Antonin Besse, le dernier-né, poursuit de rapides études et accomplit son service militaire. À 22 ans, le 16 avril 1899, il s'embarque pour Aden où il va  travailler dans la firme Bardey et Cie, celle-là même qui, vingt ans plus tôt, employait Arthur Rimbaud. Il faut signaler que plusieurs jeunes quittent l'Aude entre 1890 et 1913 pour traverser la Méditerranée. 
Chez Bardey, il se spécialise dans la commercialisation du café et à la fin de son contrat de trois ans, il crée lui-même son entreprise commerciale, Hodeida, à Aden, aidé par des capitaux d'une banque française.
Revenu en France en 1907, il rencontre, dans le train, une jeune fille issue d'une famille très fortunée, Marguerite Hortense Eulalie Godefroid qu'il épouse le 1er avril 1908 et qui lui apporte de considérables capitaux. Ils ont deux enfants, Meryem Rose-Aye Fernande né en 1909, et André né en 1911.
Après leur divorce, Antonin Besse épouse, en 1922, Hilda Florence Crowther, une Britannique avec laquelle il a cinq enfants : Pierre, Tony, Ariane, Joy et Monna.
Bon joueur de  tennis, il pratique aussi l'équitation, la natation et l'escalade, aime la musique et la lecture. Il rencontre Henry de Monfreid, Paul Nizan qui en 1926-1927 a été précepteur de son fils à Aden, Evelyn Waugh  qui lui consacre sous le nom de Monsieur Leblanc une dizaine de pages « admiratives pour ses capacités sportives et les qualités de sa table, mais ironiques sur l'homme élégant, le patriarche, l'homme d'action, le joueur » dans son livre Remote People ...
Celui qu'on nomme « le roi de la mer Rouge » se dévoue dans l'action humanitaire : à Djibouti, il fonde des écoles destinées à l'instruction des femmes et il soutient les organismes sanitaires. Participant actif de l'Intelligence Service, il joue un grand rôle dans la résistance éthiopienne contre le fascisme italien et il est nommé pair de l'Empire britannique par Georges V. 
Antonin Besse est fait chevalier de la Légion d'honneur en mars 1947.

## L'homme d'affaires
Depuis 1914, Besse a installé son siège, Crater, sur Aidrus Road, où il reste jusqu'à sa mort. En 1934, il acquiert une usine de savon ; en 1937, une usine de production d'huile de coco et de sous-produits...
En 1936, il se lance dans l'équipement en moteurs diesel des boutres. Et constitue une flotte et construit un dock flottant. Il importe carburants (Shell), congélateurs, réfrigérateurs, cuisinières, machines à laver et autres appareils domestiques, climatiseurs, appareils de radio...  voitures (Austin, Lancia, Renault, Jaguar, Holden & Dodge...) des moteurs (Johnson et Evinrude) et des accessoires marins.
En 1937, les Italiens bloquent ses activités commerciales en Éthiopie.
Au long de sa carrière, la puissance et la capacité d'intervention d'Antonin Besse sont en concurrence avec celles de Charles Michel-Côte, le président de 1908 à 1959 de la compagnie du Chemin de fer franco-éthiopien . Écarté de la Côte française des Somalis, il commence à utiliser Assab pour le commerce avec l'Éthiopie .
Besse & Cie est aussi l'agent de compagnies d'assurance comme la  Liverpool & London & Globe Ltd ; la Prudential Assurance Company Ltd... de compagnies de voyage etc. Il devient propriétaire, un temps, de l’Arabian company d'aviation. Blessé en 1940 lors d'un accident d'avion, il passe sa convalescence en France dans sa villa de la côte d'Azur, « le Paradou ». Anti-vichyste, il soutient la lutte anti-nazie.

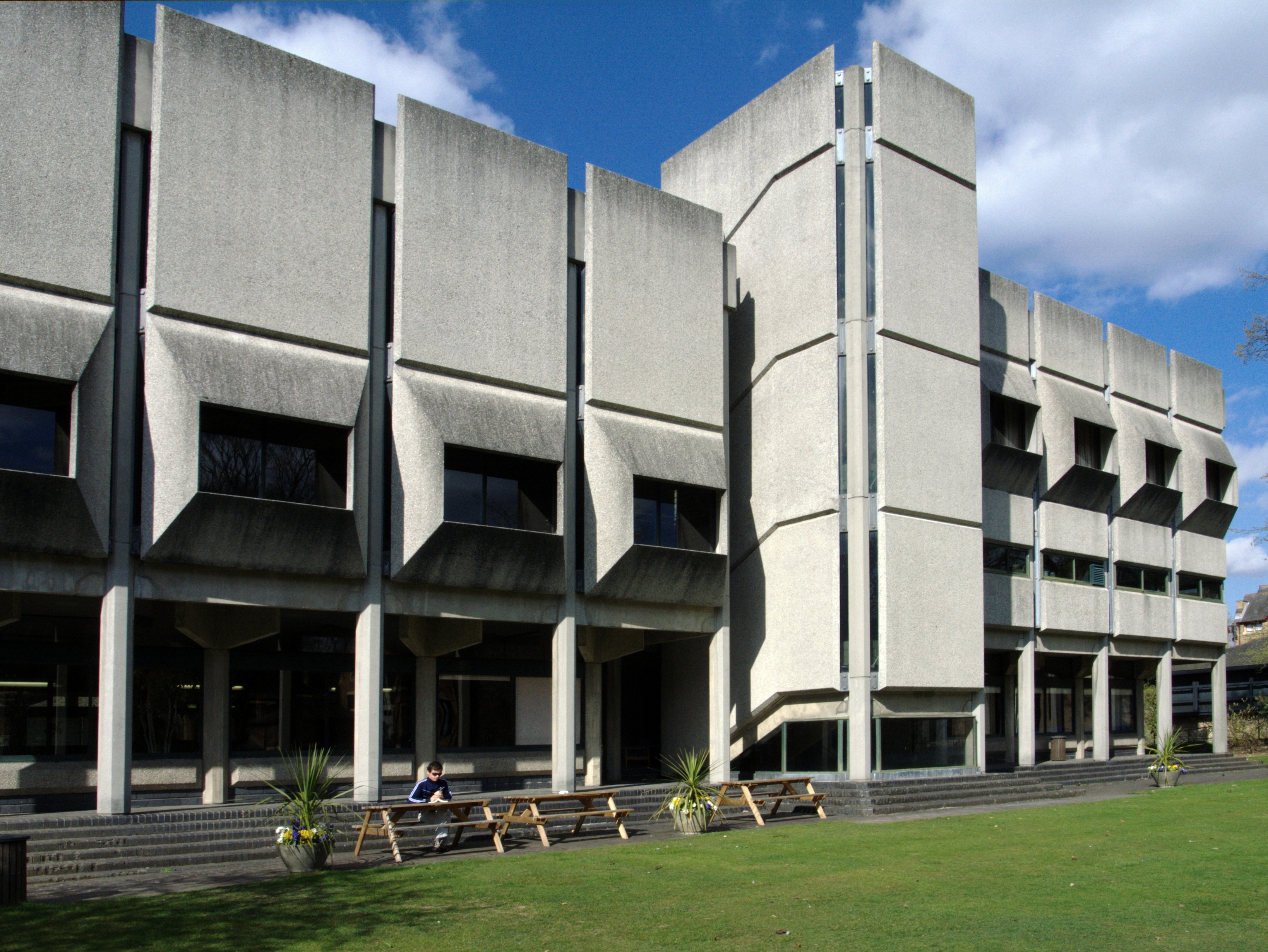
Besse Building, St. Anthony's College

Victime d'un accident vasculaire cérébral au cours de l'été 1948, Sir Antonin Besse meurt trois ans après, le 2 juillet 1951, à 74 ans.
Vers la fin de sa vie, il lègue une partie de sa fortune (6 millions de dollars en 1951) à l'université d'Oxford, où ses deux fils avaient étudié, pour y fonder le St Antony's College, qui ouvre ses portes à l'automne de 1950. St. Anthony's est rapidement devenu le plus internationaliste des collèges d'Oxford.